# فلادونغن
فلادونغ (بالألمانية: Fladungen) هي place with town rights and privileges و بلدة ألمانية تقع في ألمانيا في بافاريا. يقدر عدد سكانها بـ 2,275 نسمة .

## المدن التوأمة
مدينة Nora Municipality هي مدينة توأمة لـفلادونغ.